# YouTuber ảo
YouTuber ảo (バーチャルユーチューバー bācharu yūchūbā) hay VTuber (ブイチューバー buichūbā) là những nghệ sĩ giải trí trực tuyến sử dụng hình đại diện ảo được tạo bằng đồ họa máy tính và công nghệ ghi lại chuyển động. Một xu hướng kỹ thuật số bắt nguồn từ Nhật Bản vào giữa những năm 2010; phần lớn VTuber là những YouTuber nói tiếng Nhật hoặc những online streamer sử dụng thiết kế avatar lấy cảm hứng từ anime. Tính đến năm 2020, đã có hơn 10.000 VTuber đang hoạt động. Bất chấp tên gọi của họ, các YouTuber ảo không độc quyền trên YouTube mà còn trên các nền tảng như Niconico, Twitch và bilibili.

Một vtuber sử dụng theo dõi tay

Nghệ sĩ giải trí đầu tiên sử dụng cụm từ "YouTuber ảo" là Kizuna AI, cô bắt đầu tạo nội dung trên YouTube vào cuối năm 2016. Sự nổi tiếng của cô đã làm dấy lên một xu hướng VTuber ở Nhật Bản và thúc đẩy việc thành lập các cơ quan chuyên môn để quảng bá họ, bao gồm Hololive Production và Nijisanji. Các fansub và các VTuber nói tiếng nước ngoài đã đánh dấu sự gia tăng phổ biến quốc tế của xu hướng này. YouTuber ảo đã xuất hiện trong các chiến dịch quảng cáo trong nước ở Nhật Bản và đang phá vỡ các kỷ lục thế giới liên quan đến phát trực tiếp.

## Tổng quan
YouTuber ảo hay còn gọi là VTuber là những người giải trí trực tuyến, thường là những YouTuber hoặc online streamer nói tiếng Nhật. Họ sử dụng hình đại diện (avatar) được tạo bằng các chương trình như Live2D, khắc họa các nhân vật được thiết kế bởi các họa sĩ trực tuyến. VTuber được coi là có sức hấp dẫn lớn ở chỗ họ không bị ràng buộc bởi những giới hạn về thể chất và nhiều người trong số họ tham gia vào các hoạt động không bị giới tính hay giới tính xã hội ngoài đời thực hạn chế. VTuber gắn liền với văn hóa đại chúng và mỹ học Nhật Bản, chẳng hạn như anime và manga và nhân hóa moe với các đặc điểm của con người hoặc phi con người. Một số VTubers là những nhân vật được nhân hóa, chẳng hạn như động vật.
Theo BBC, họ độc đáo ở chỗ nội dung của họ "không liên quan trực tiếp đến các vấn đề của một cá nhân hoặc danh tính thực sự" và sự phổ biến của các VTuber trên toàn thế giới là do "cơ sở khách hàng lớn bên ngoài Nhật Bản, những người yêu thích văn hóa Nhật Bản và phim hoạt hình”.

### Công nghệ
Hình đại diện của VTuber thường được làm động bằng cách sử dụng webcam và phần mềm, giúp ghi hình chuyển động, biểu cảm và cử động miệng của người phát trực tiếp và ánh xạ chúng thành mô hình hai hoặc ba chiều. Cả chương trình miễn phí và trả phí cho công nghệ này đều đã được phát triển, với một số chương trình có khả năng vận hành mà không cần webcam (mặc dù có hoạt ảnh được xác định trước) và một số cũng hỗ trợ phần cứng thực tế ảo hoặc thiết bị theo dõi tay như Leap Motion. Phần mềm hoạt hình Live2D rất được ưa chuộng để tạo mô hình hai chiều, trong khi các chương trình như VRoid Studio đôi khi cũng được dùng để phục vụ cho tạo mô hình ba chiều. Các mô hình có thể có giá lên tới 2.000 đô la Mĩ tùy thuộc vào mức độ chi tiết của chúng. Một mô hình có thể được ủy quyền để thiết kế từ những người làm nghề tự do trên các website như Fiverr. Các studio nghệ thuật đặc biệt cũng mọc lên.

## Lịch sử
Việc sử dụng hình đại diện CG đầu tiên cho mục đích làm vlog trên YouTube là của Ami Yamato, người đã bắt đầu tạo các video như vậy vào năm 2011. Tuy nhiên, phong cách này không được phổ biến, cũng không phải là thuật ngữ "YouTuber ảo" được sử dụng, cho đến khi Kizuna AI xuất hiện vào năm 2016. Vào cuối năm 2017, cô đã nhận được một sự nổi tiếng lớn, tăng từ 200.000 đến hơn 2.000.000 lượt đăng ký chỉ trong 10 tháng. Sự nổi tiếng bất ngờ của cô đã làm dấy lên một xu hướng của VTuber, với ước tính số lượng lên đến 4.000 người vào năm 2018.

### Tiền nhiệm
Vào ngày 12 tháng 2 năm 2010, nhà sản xuất tiểu thuyết trực quan Nitroplus bắt đầu tải video lên kênh YouTube của mình với phiên bản 3D hoạt hình của linh vật Super Sonico, linh vật này nói với khán giả về bản thân mình hoặc về các bản phát hành liên quan đến công ty. Vào ngày 13 tháng 6 năm 2011, vlogger Nhật Bản có trụ sở tại Vương quốc Anh là Yamato Ami đã đăng tải video đầu tiên của mình, thể hiện trong video là một hình đại diện ảo đang nói chuyện với chiếc máy ảnh. Vào năm 2012, công ty Nhật Bản Weathernews Inc. đã ra mắt một nhân vật kiểu vocaloid có tên là Weatheroid Type A Airi trên SOLiVE24, một chương trình phát trực tiếp 24 giờ về thời tiết trên Nico Nico Douga, trên YouTube và trang web của họ. Năm 2014, Airi có chương trình solo của riêng mình vào thứ Năm hàng tuần và bắt đầu phát sóng trực tiếp với tính năng ghi hình chuyển động.

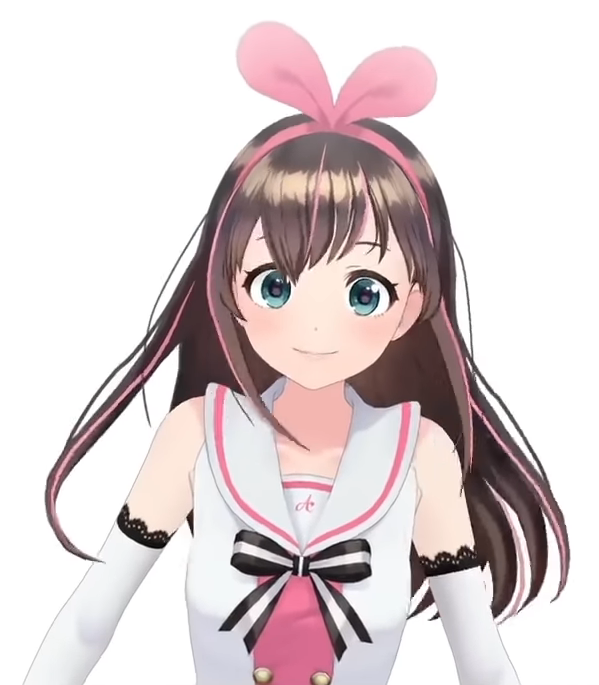
Kizuna AI là VTuber đầu tiên đạt được mức độ phổ biến đột phá.

### Đột phá
Vào cuối năm 2016, Kizuna AI, VTuber đầu tiên đạt được mức độ nổi tiếng đột phá, đã ra mắt lần đầu tiên trên YouTube. Cô ấy là người đầu tiên kiếm tiền và sử dụng thuật ngữ YouTuber ảo. Được tạo ra bởi công ty sản xuất kỹ thuật số Activ8 và do Nozomi Kasuga lồng tiếng, Kizuna AI đã tạo ra cảm giác "thân mật thực sự" với người hâm mộ, khi mà cô ấy trả lời các câu hỏi của họ. Trong vòng mười tháng, cô đã có hơn hai triệu người đăng ký và sau đó trở thành đại sứ văn hóa của Tổ chức Du lịch Quốc gia Nhật Bản. Sự nổi tiếng của Kizuna AI có thể là do sự quá bão hòa của các YouTuber webcam truyền thống và cũng vì những khía cạnh của nhân vật mà khán giả không ngờ tới. Chẳng hạn, tuy có vẻ ngoài thân thiện, Kizuna AI lại thường xuyên chửi thề trong video chơi game của mình khi cô ấy bực bội.

### Trở thành xu hướng
Sự nổi tiếng đột ngột của Kizuna AI đã làm dấy lên một trào lưu VTuber. Từ tháng 5 đến giữa tháng 7 năm 2018, số lượng VTuber đang hoạt động đã tăng từ 2.000 lên 4.000. Kaguya Luna và Mirai Akari theo sau Kizuna là VTuber phổ biến thứ nhì và thứ ba, với lần lượt là 750.000 và 625.000 người đăng ký. Nekomiya Hinata và Siro là hai VTuber tiền bối khác, cả hai đều đã đạt được 500.000 lượt theo dõi trong sáu tháng.
Vào đầu năm 2018, Anycolor Inc. (khi đó là Ichikara) đã thành lập công ty VTuber Nijisanji. Nijisanji đã giúp phổ biến việc sử dụng mô hình Live2D thay vì tập trung trước đây vào mô hình 3D cũng như chuyển hướng sang phát trực tiếp thay vì video và clip đã chỉnh sửa vốn là tiêu chuẩn cho các VTubers như Kizuna AI.
Sau thành công ban đầu ở Nhật Bản, VTuber đã lan rộng ra nước ngoài, với các đại lý như Hololive và Nijisanji tạo ra các chi nhánh ở Trung Quốc, Hàn Quốc, Indonesia và Ấn Độ, cũng như các chi nhánh tập trung vào tiếng Anh. Trong khi đó, các VTuber độc lập bắt đầu xuất hiện ở nhiều quốc gia, từ Nhật Bản đến Hoa Kỳ. Vào tháng 7 năm 2018, VTuber có tổng số người đăng ký là 12,7 triệu người và hơn 720 triệu lượt xem. Đến tháng 1 năm 2020, đã có hơn 10.000 VTuber.
Đại dịch COVID-19 đã dẫn đến sự gia tăng tổng thể về lượng người xem phát trực tiếp trò chơi điện tử nói chung vào năm 2020, góp phần thúc đẩy sự phát triển của VTuber trở thành một hiện tượng chính. Vào tháng 8 năm 2020, bảy trong số mười người kiếm được Super Chat lớn nhất mọi thời đại trên YouTube là các VTuber, bao gồm cả thành viên Hololive Kiryu Coco ở vị trí số một, vào thời điểm đó cô ấy đã kiếm được khoảng 85 triệu yên (khoảng 820.000 đô la vào năm 2020). Đồng thời, sự phổ biến của các VTuber còn tiếp tục tăng trên nền tảng Twitch, cùng một loạt các VTuber nói tiếng Anh đáng chú ý như các thành viên VShojo là Projekt Melody và Ironmouse.
Vào tháng 9 năm 2020, Anycolor, công ty quản lý của Nijisanji, một trong những công ty VTuber lớn ở Nhật Bản, đã thành lập một "Nhóm Đối phó với Hành vi hung hăng và vu khống" để tư vấn cho các nạn nhân bị quấy rối và thực hiện các biện pháp pháp lý chống lại thủ phạm quấy rối, cụ thể là quấy rối trực tuyến làm phiền ngành công nghiệp giải trí Nhật Bản. Thông báo này được đưa ra sau khi VTuber Mano Aloe phải giải nghệ chỉ sau vỏn vẹn hai tuần hoạt động do bị quấy rối trực tuyến.
Báo cáo Xu hướng và Văn hóa năm 2020 của YouTube nhấn mạnh VTuber là một trong những xu hướng đáng chú ý của năm đó, với 1,5 tỷ lượt xem mỗi tháng vào tháng 10.
Vào ngày 30 tháng 3 năm 2021, Kizuna AI được chọn là một trong 60 người có ảnh hưởng hàng đầu châu Á.
Vào tháng 5 năm 2021, Twitch đã thêm thẻ (tag) VTuber cho các luồng như một phần của việc mở rộng hệ thống thẻ của mình. Đến tháng 7 năm 2021, Gawr Gura - một thành viên chi nhánh tiếng Anh đầu tiên của Hololive - đã vượt qua Kizuna AI để trở thành VTuber được đăng ký nhiều nhất trên YouTube.

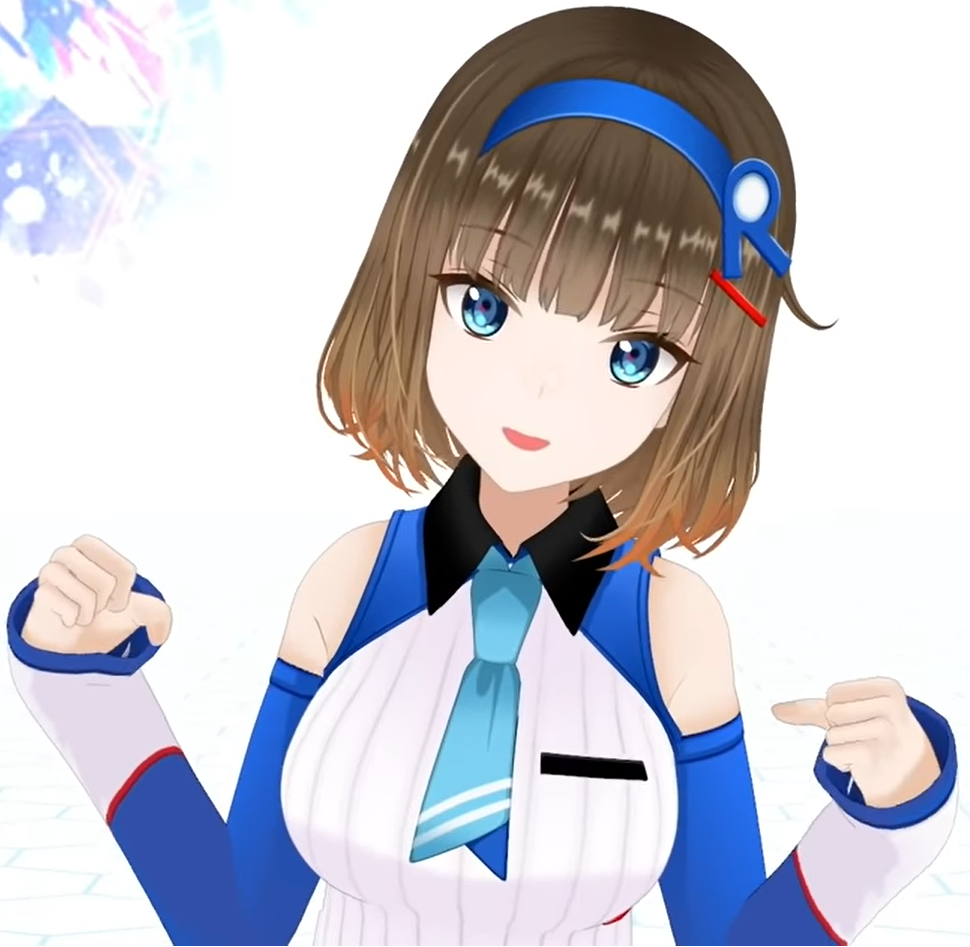
Nebasei Cocoro, một VTuber và là đại diện cho tập đoàn Rohto Pharmaceutical của Nhật Bản.

## Các chiến dịch liên quan đến YouTuber ảo
Do sự phổ biến to lớn của họ, các công ty và tổ chức đã sử dụng VTuber như một phương thức quảng cáo hoặc gây sự chú ý cho một sản phẩm hoặc dịch vụ. Khi Tập đoàn SoftBank công bố phát hành iPhone XS và XS Max vào năm 2018, Kizuna AI đã xuất hiện tại sự kiện cũng như quảng bá nó trên kênh của mình. Cô hiện là đại sứ của Tổ chức Du lịch Quốc gia Nhật Bản. Một ngôi sao ảo khác đã được Chính quyền tỉnh Ibaraki ra mắt là Hiyori Ibara, với mục đích để YouTuber ảo trở thành biểu tượng của Ibaraki. Hiyori là VTuber đầu tiên được chính quyền thành phố hoặc tỉnh sử dụng.
Vào tháng 8 năm 2018, Wright Flyer Live Entertainment, thuộc sở hữu của Gree Inc., đã phát hành một ứng dụng di động cho phép các ngôi sao ảo phát trực tiếp video trong khi vừa kiếm tiền vừa kết nối với người xem. Trong một cuộc họp báo ở Tokyo, người đứng đầu Wright Flyer Live Entertainment tuyên bố rằng công ty muốn giúp đỡ các ngôi sao ảo rằng "chỉ tăng số lượng [số lượng Vtuber] là không hiệu quả. Chúng tôi muốn họ tiếp tục thực hiện các hoạt động của họ. [Để làm điều đó], có được người hâm mộ và kiếm tiền là điều cần thiết. Vì vậy, chúng tôi đang cung cấp một nền tảng để hỗ trợ việc này." Khoản tiền này dựa theo khoản đầu tư 10 tỷ yên của công ty mẹ Gree đổ vào VTuber, cũng như mục tiêu lợi nhuận 10 tỷ Yên vào năm 2020.
Vào ngày 24 tháng 6 năm 2019, VTuber Kaguya Luna, hợp tác với Nissin Foods để quảng cáo mì Yakisoba UFO của mình, đã tổ chức một buổi phát trực tiếp bằng điện thoại thông minh được gắn vào một quả bóng khí heli. Đến cuối luồng, chiếc điện thoại đã đạt tới độ cao 30 km (19 mi) so với mực nước biển và được Sách Kỷ lục Guinness ghi nhận là buổi phát trực tiếp được ghi hình ở độ cao lớn nhất, phá vỡ kỷ lục trước đó là 18,42 km (11,45 mi).